# Johann Friedrich Carl Grimm
Johann Friedrich Carl Grimm ( Eisenach, 1737 - Gotha, 21 de octubre de 1821) fue un médico y botánico alemán.

## Biografía
Estudió medicina en Gotinga con Albrecht von Haller, y obtuvo su doctorado en 1758 con una tesis sobre óptica fisiológica, con la problemática epidemiológica en Eisenbach y la comarca. Comienza a ejercer en su ciudad natal, y luego se traslada a Gotha.
Es miembro del Consejo (como médico principal) del duque de Sajonia-Gotha-Altenburg, que le encarga el estudio de las enfermedades de Rottenburg. Escribió diversas obras, las principales son una traducción de Hipócrates, muy apreciado en esa época. Realiza exploraciones por Alemania, Francia, Inglaterra, Holanda, y por los estados prusianos, y hace descripciones en forma de cartas a sus amigos.
En el campo botánico, estudia la flora de Eisenach, y describe especies vegetales, como Arabis pauciflora y Stellaria alsine. Se conservan dos cartas que Grimm envía a Carlos Linneo entre 1766 a 1767.
Fue muy respetado en su época por su humanidad, y sus conocimientos médicos. La comunidad biológica lo homenajea bautizando con su nombre al orden de musgos Grimmia, y Samuel Élisée von Bridel le dedica el volumen II de la Muscologia Recentiorum.
- La abreviatura «Grimm» se emplea para indicar a Johann Friedrich Carl Grimm como autoridad en la descripción y clasificación científica de los vegetales.[4]

## Obras
- Dissertatio inauguralis de Visu... Gotinga, Litteris Schulzianis, 1758
- Sendschreiben an Se. Hochwohlgebohrne Gnaden Herrn Albrecht von Haller,... von der Epidemie zu Eisenach in der 1. Hälfte des Jahres 1767 und den Mitteln wider dieselbe Hildburghausen: J. G. Hanisch, 1768
- Abhandlung von den Mineralwassern zu Ronneburg Altenburg, 1770
- [anónimo] Bemerkungen eines Reisenden durch Deutschland, Frankreich, England und Holland in Briefen an seine Freunde Altenburg: Richterischen Buchhandlung, 1775-1779
- F.C.G. Bemerkungen eines Reisenden durch die Königlichen Preussischen Staaten in Briefen Altenburg, 1779-81 3 vols.

### Traducciones
- Hipócrates Hippocrates Werke; aus dem Griechischen ubersetzt und mit Erla uterungen von Dr. J.F.C. Grimm; revidirt und mit Anmerkungen versehen von Dr. L. Lilienhain Altenburg: Richter, 1781-1792. 4 vols. (reeditado Glogau: H. Prausnitz, 1837-1838)
- Hipócrates Aphorismen, aus der Originalsprache übersetzt, und mit kurzen Anmerkungen erläuter Wien: Joh. Dav. Hörlingschen Buchhanlung, 1791

## Honores

### Epónimos
- (Alliaceae) Allium grimmii Regel[5]
- (Asteraceae) Aster grimmii B.Fedtsch.[6]
- (Asteraceae) Crinitaria grimmii (Regel & Schmalh.) Grierson[7]
- (Asteraceae) Linosyris grimmii Regel & Schmalh.[8]
- (Asteraceae) Pseudolinosyris grimmii Novopokr.[9]
- (Illecebraceae) Herniaria grimmii F.Herm.[10]